# Praní informací
Praní informací, v angličtině information laundering, je obdobně jako praní špinavých peněz, metoda, při které se z falešných či jinak zavádějících zpráv stávají zprávy legitimní díky tomu, že se staly mainstreamové. Takové informace se dostávají do hlavního zpravodajského toku a tím se jejich tvrzení legitimizují. Informace z těchto zpráv se stanou společností přijímány jako platné. Do médií se mohou dostat buď kvůli nedbalosti a chybějícím kontrolním mechanismům při ověřování zpráv, omylem nebo úmyslně. Zprávu musí publikovat médium s určitou společenskou reputací, aby se zpráva mohla v očích společnosti legitimizovat. Akademik Adam Klein popisuje teorii praní informací poprvé v roce 2012 na základě rasové nenávisti, která se skrze internetová média dostávala do veřejného diskurzu.